# Юзепчук Роман Миколайович
Роман Миколайович Юзепчук (біл. Раман Мікалаевіч Юзапчук; нар. 24 липня 1997, Могильов, Білорусь) — білоруський футболіст, півзахисник клубу «Динамо-Берестя» та національної збірної Білорусі.

## Клубна кар'єра
Футболом розпочав займатися у могильовському СДЮШОР-7, але в юнацькому віці перебрався до мінського «Динамо». У 2014 році розпочав займатися в дублі мінчан, де швидко закріпився в складі. У сезоні 2015 року грав у Першій лізі за «Березу-2010». По завершенні сезону березівський клуб припинив існування, а Роман повернувся в Мінськ, де знову почав виступати за дубль. Періодично залучався до тренувань з першою командою, але так і не зіграв в її складі жодного поєдинку.
У липні 2017 року залишив мінське «Динамо» за згодою сторін і незабаром перейшов у «Динамо» з Берестя. У другій половині 2017 року грав за дубль, періодично з'являвся на лаві запасних першої команди. Напередодні старту сезону 2018 року тренувався разом з основною командою. Дебютував у першій команді 2 травня 2018 року у півфінальному матчі Кубка Білорусі проти могилевського «Дніпра» (4:1), відзначився у цьому матчі дублем. 12 травня дебютував у Прем'єр-лізі у матчі проти «Вітебська» (3:1), провів на полі перший тайм та відкрив рахунок у матчі на 9-й хвилині. Після цього почав частіше з’являтися в головній команді. У сезоні 2019 року його зазвичай використовували для ротації, виходив на поле з лави запасних.
У грудні 2019 року продовжив контракт з брестейським клубом до липня 2022 року.

## Кар'єра в збірній
У жовтні 2015 року взяв участь у складі юнацької збірної Білорусі U-19 кваліфікаційному раунді чемпіонату Європи, в тому числі й дубль у матчі проти Бельгії (2:2).
26 березня 2017 року дебютував у молодіжній збірній Білорусі, вийшов у стартовому складі товариського матчу проти Латвії (3:4).
26 лютого 2020 року дебютував за національну збірну Білорусі у товариському матчі проти Болгарії (1:0), вийшовши на поле в стартовий склад та був замінений у другому таймі.

## Досягнення
- Білоруська футбольна вища ліга
  -  Чемпіон (1): 2019

- Кубок Білорусі
  -  Володар (1): 2017/18

- Суперкубок Білорусі
  -  Володар (2): 2019, 2020

## Статистика виступів

### Клубна
| Сезон    | Дивізіон | Клуб              | Країна   | Матчі | Голи |
| -------- | -------- | ----------------- | -------- | ----- | ---- |
| 2014     | дубль    | «Динамо» (Мінськ) | Білорусь | 22    | 3    |
| 2015     | Д2       | «Береза-2010»     | Білорусь | 21    | 2    |
| 2016     | дубль    | «Динамо» (Мінськ) | Білорусь | 26    | 3    |
| 2017 (1) | дубль    | «Динамо» (Мінськ) | Білорусь | 11    | 3    |
| 2017 (2) | дубль    | «Динамо-Берестя»  | Білорусь | 14    | 4    |
| 2018     | Д1       | «Динамо-Берестя»  | Білорусь | 17    | 2    |
| 2019     | Д1       | «Динамо-Берестя»  | Білорусь | 15    | 1    |

### У збірній
| Дата      | Місто | Господарі | Результат | Гості    | Турнір           | Голи | Примітки |
| --------- | ----- | --------- | --------- | -------- | ---------------- | ---- | -------- |
| 26-2-2020 | Софія | Болгарія  | 0 – 1     | Білорусь | товариський матч | -    | 60'      |
| Усього    |       | Матчів    | 2         |          | Голів            | 0    |          |